# Panometer (Drážďany)
Panometer je bývalý plynojem v Drážďanech, v městské části Reick, který od roku 2006 slouží jako výstavní hala pro panoramatické obrazy rakouského umělce Yadegara Asisiho.

## Historie budovy
Mezi léty 1907 a 1907 nechala městská rada postavit na pozemku plynárny v městské části Reick plynojem o průměru 62 metrů a výšce 67 metrů. Tento plynojem měl pojmout až 115 tisíc m³. Samotná stavba byla navržena architektem Theodorem Friedrichem na přelomu let 1879/1880. Fungovat začal roku 1923. Do roku 1959 se jednalo dokonce o jedinou zásobárnu plynu v celých Drážďanech. Avšak roku 1959 postavili němečtí inženýři ve spolupráci s českými specialisty plynojem nový, o výšce 85 metrů. Roku 1983 však plynárna zastavila výrobu plynu - plynojemy byly ještě nějaký čas využívány k uchovávání plynu dovezeného ze vzdálenějších plynáren. Následně se začalo s demolicí jak plynárny, tak obou plynojemů. Naštěstí se pro menší z nich našlo využití v podobě výstavních prostor pro Asisiho panoramatické obrazy.

## Výstavy
- Od založení až do roku 2011 se v prostorách konala výstava 1756 Dresden. Obvod plochy vystavovaných 360stupňových obrazů byl 105 metrů s výškou 27 metrů. Výstava byla založena na výhledu z drážďanské katedrály Nejsvětější Trojice, také nazývané Hofkirche, ukazující pohled na Drážďany v 18. století. Návštěvník měl možnost ve 20 minutách zažít celých 24 hodin jednoho jarního dne roku 1756. V přilehlých místnostech byly k vidění panely s informacemi o vzniku expozice a o samotném výjevu. Hudební doprovod výstavy zkomponoval Eric Babak.[3]
- Další výstavou, konající se v bývalém plynojemu od 10. prosince 2011 do 8. listopadu 2012, byla Rom 312 (také Rom CCCXII), ukazující pohled na antický Řím. Panoramatický obraz byl založen na ztvárnění starověkého Říma z 19. století od Josefa Bühlmanna a Alexandera von Wagnera.
- Mezi roky 2012-2014 byla v Panometeru k vidění výstava s názvem Dresden – Mythos der barocken Residenzstadt. Jednalo se o přepracovanou verzi první výstavy konané v autentických prostorách bývalého plynojemu.
- Název výstavy, která lákala návštěvníky v roce 2015, zněl Dresden 1945: Tragik und Hoffnung einer europäischen Stadt. Až do 31. května 2015 byl k vidění panoramatický obraz znázorňující Drážďany po náletech 13./ 14. února 1945.[4]
- Od roku 2015 se střídají již představené výstavy Dresden – Mythos der barocken Residenzstadt a Dresden 1945: Tragik und Hoffnung einer europäischen Stadt.

## Dopravní dostupnost
Pro návštěvníky Panometeru je provozována autobusová linka Panometer-Zoo-Shuttle. Nejbližší autobusovou zastávkou je Nätherstraße (Panometer), tramvajovou Rauensteinstraße nebo Liebstädter Straße a vlakovou Dresden-Reick, ve které zastavují linky S-Bahn.

## Galerie

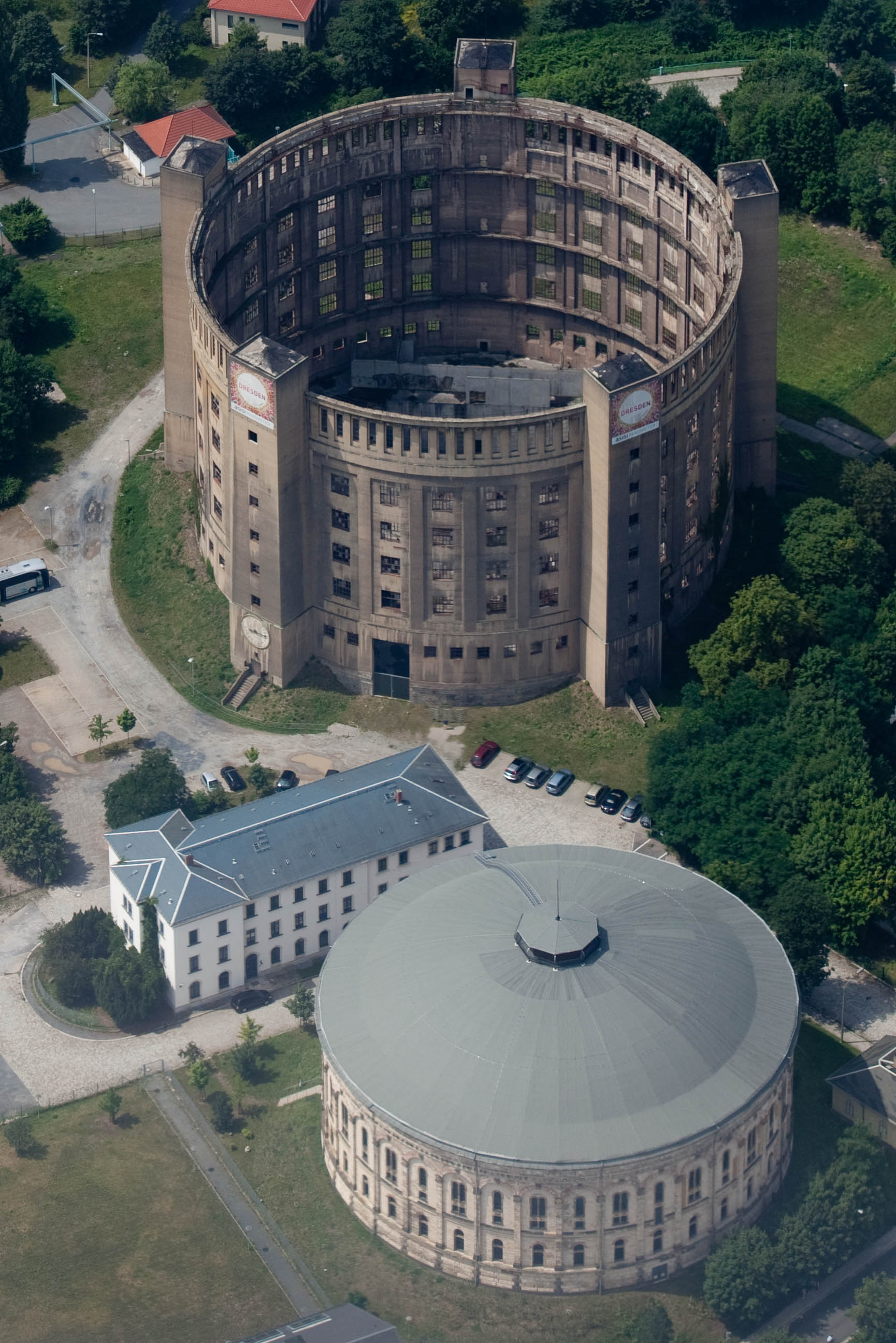
Obě stavby plynojemů (v popředí Panometer)
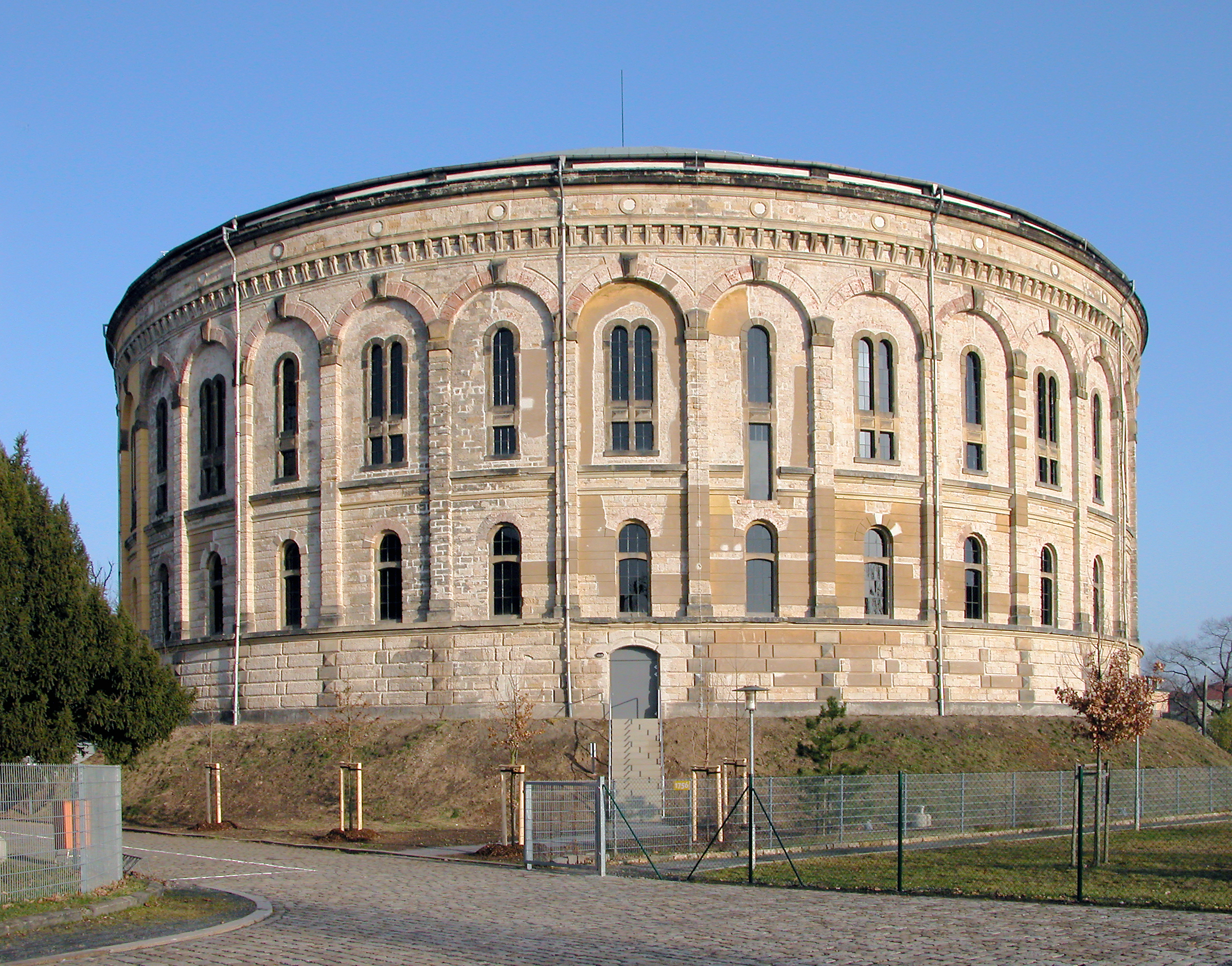
Stav budovy plynojemu před rekonstrukcí